# Tom Austen
Tom Austen (ur. 15 września 1988 w Hampshire) – brytyjski aktor. Zagrał główną rolę w serialach: Letni obóz w Beaver Falls (2012), Jo (2013), The Royals (2015–2018) i Helstrom.

## Filmografia
| Rok       | Tytuł                     | Rola                  | Uwagi                 | Przypis |
| --------- | ------------------------- | --------------------- | --------------------- | ------- |
| 2010      | Shameless                 | Anto                  | Serial telewizyjny    | [ 1 ]   |
| 2011      | Lekarze                   | Jonathan Bone         | Serial telewizyjny    | [ 1 ]   |
| 2011      | Hollyoaks Later           | Ed Wolfe              | Serial telewizyjny    | [ 1 ]   |
| 2012      | Rodzina Borgiów           | Raffaello Pallavicini | Serial telewizyjny    | [ 1 ]   |
| 2012      | Wyklęci                   | Pete                  | Serial telewizyjny    | [ 3 ]   |
| 2012      | Letni obóz w Beaver Falls | Mac                   | Serial telewizyjny    | [ 1 ]   |
| 2013      | Jo                        | Marc Bayard           | Serial telewizyjny    | [ 1 ]   |
| 2013      | London Irish              | Martin                | Serial telewizyjny    | [ 2 ]   |
| 2013      | Poirot                    | Ted Williams          | Serial telewizyjny    | [ 2 ]   |
| 2013      | Grobowiec smoka           | Scott                 | Film                  | [ 2 ]   |
| 2014      | Żelazny rycerz 2          | Guy                   | Film                  | [ 1 ]   |
| 2014–2017 | Grantchester              | Guy Hopkins           | Serial telewizyjny    | [ 1 ]   |
| 2015      | Niezapomniane             | Josh Cross            | Serial telewizyjny    | [ 1 ]   |
| 2015–2018 | The Royals                | Jasper Frost          | Serial telewizyjny    | [ 1 ]   |
| 2016      | Batman: Arkham VR         | Tim Drake / Robin     | Gra komputerowa, głos | [ 2 ]   |
| 2017      | Gorzkie żniwa             | Taras                 | Film                  | [ 1 ]   |
| 2020      | Helstrom                  | Daimon Helstrom       | Serial telewizyjny    | [ 4 ]   |
| 2020      | Dziewczyny nad wyraz      | Cody                  | Serial telewizyjny    | [ 2 ]   |
|           | Django                    |                       | Serial telewizyjny    | [ 5 ]   |